# Réserve naturelle du Parco Burcina - Felice Piacenza
La Réserve naturelle du Parco Burcina - Felice Piacenza est une zone boisée de 57 hectares environ qui s'étend sur les communes italiennes de Pollone et Biella.
La réserve, créée en 1980, se trouve sur la colline, ou bric, Burcina entre 570 et 829 m d'altitude. La Burcina se trouve entre les torrents Oropa et Oremo.

## Archéologie
Dans le parc on a retrouvé des preuves de la présence de l'Homo sapiens datant de 35 000 années av.J.C. environ. Sur le bric on a retrouvé des restes de l'âge du bronze et du fer.

## Histoire

Statue de Felice Piacenza

Le parc est dédié à Felice Piacenza, fils de Giovanni Piacenza, le maire et entrepreneur lainier qui achète la zone et décide de faire un parc selon le « style anglais » de la fin du XVIIIe siècle.
Sur le bas de la colline des espèces exotiques sont plantées (surtout Sequoia sempervirens). Des sentiers et un petit lac (1848) sont créés.
Felice Piacenza fait agrandir le parc, y ajoutant la vallée des rhododendrons et d'autres d'espèces exotiques.
La commune de Biella achète le parc en 1943 et y installe la statue de Felice Piacenza œuvre du sculpteur Leonardo Bistolfi.
En 1959 sont découverts les restes archéologiques des herminettes et un cruche en bronze.

## Flore
Du parc on peut voir un panorama vers la plaine : on peut voir la colline morainique de la Serra d'Ivrea et les rizières de Verceil.
Le vallée des rhododendrons est très célèbre et occupe deux hectares. La floraison se situe entre mai et juin.
Les espèces exotiques ont été insérées au milieu de la flore locale comprenant des plantes de la zone méditerranée :
- Hêtre
- Châtaignier
- Érable
- Frêne
- Chêne
- Cerisier des oiseaux
- Bouleau

## Faune
Le parc est intéressant aussi pour la faune et pour l'observation ornithologique
Les espèces de mammifères qu'on peut trouver sont :
- Écureuil
- Muscardin
- Campagnol des champs
- Hérisson commun
- Renard roux
- Blaireau européen
- Lièvre

Les oiseaux qu'on peut observer sont :
- Moineau domestique
- Rouge-gorge familier
- Fauvette à tête noire
- Paridae
- Pinson des arbres
- Merle noir
- Emberizidés
- Épervier d'Europe
- Gros-bec casse-noyaux
- Gobemouche noir
- Pie bavarde
- Geai des chênes
- Corneille noire
- Corbeau freux
- Grand Corbeau

## Galerie

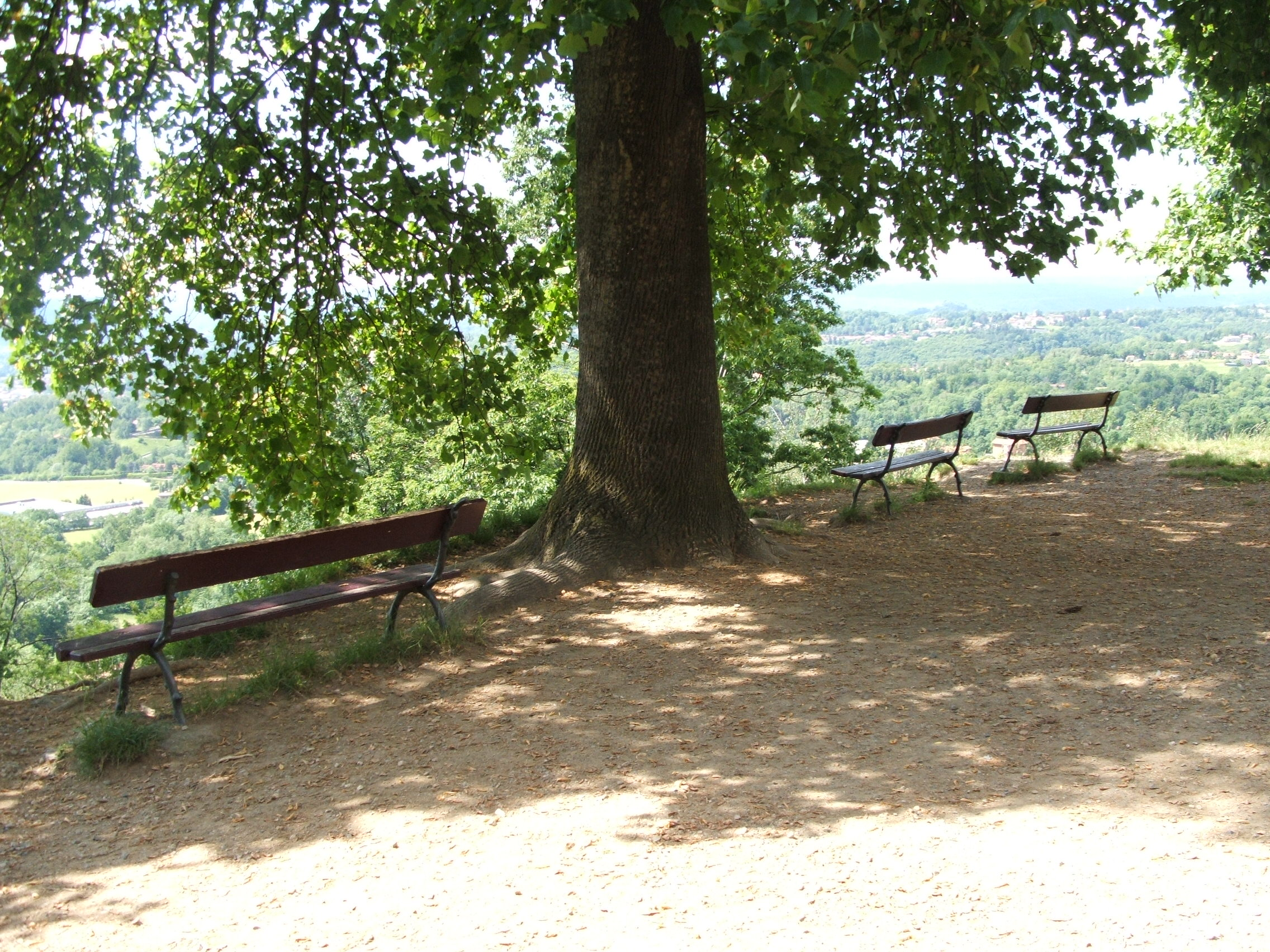
Point panoramique.
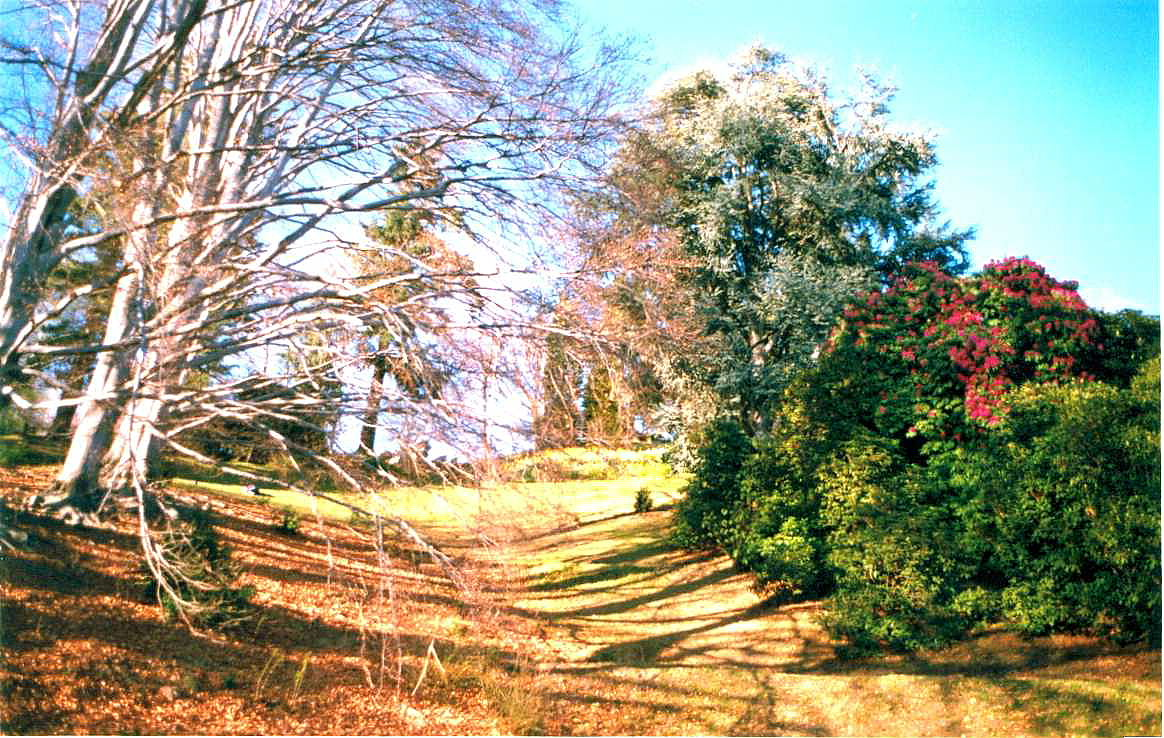
Le parc.
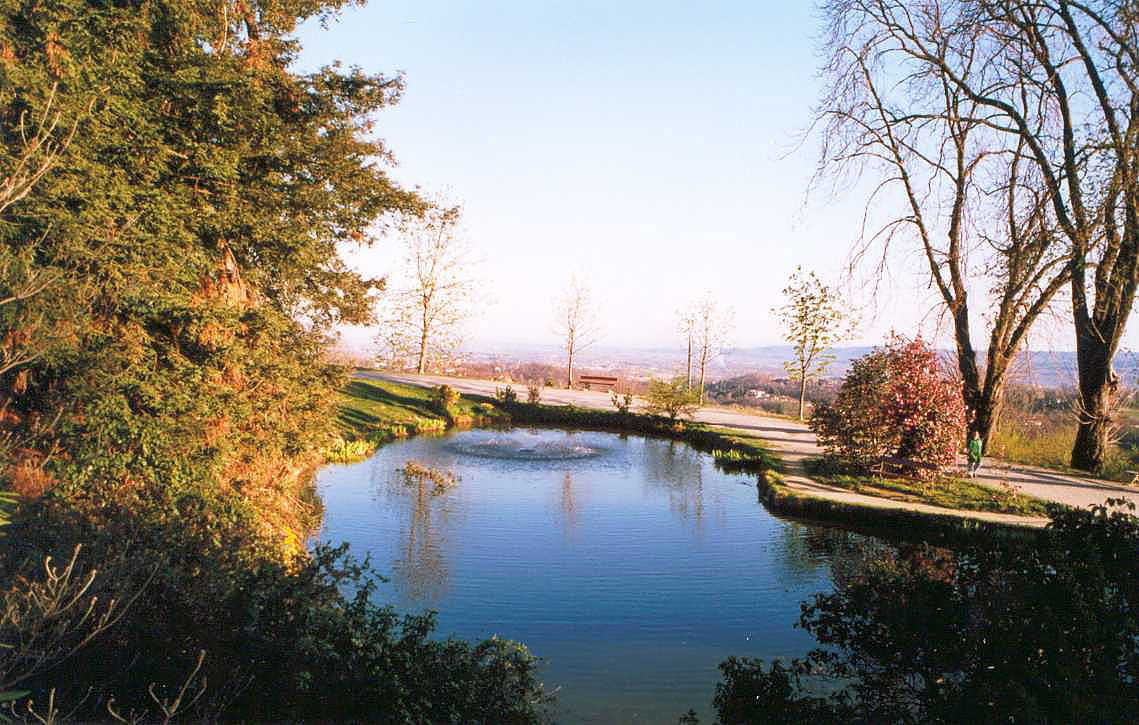
Un lac.
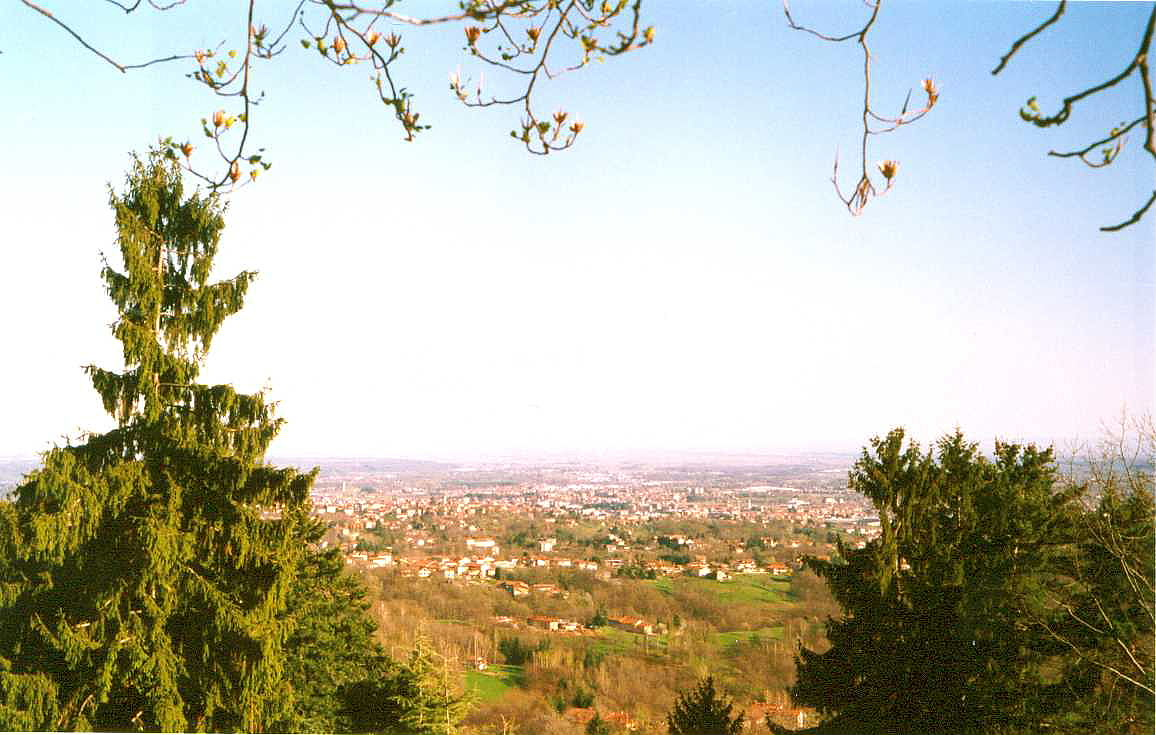
Panorama vers Biella.